# Ozawkie
Ozawkie es una ciudad ubicada en el condado de Jefferson en el estado estadounidense de Kansas. En el año 2010 tenía una población de 645 habitantes y una densidad poblacional de 806,25 personas por km².

## Geografía
Ozawkie se encuentra ubicada en las coordenadas 39°14′00″N 95°27′57″O / 39.233201, -95.465709 (39.233201, -95.465709).

## Demografía
Según la Oficina del Censo en 2000 los ingresos medios por hogar en la localidad eran de $62,969 y los ingresos medios por familia eran $67,292. Los hombres tenían unos ingresos medios de $42,308 frente a los $27,375 para las mujeres. La renta per cápita para la localidad era de $21,857. Alrededor del 2.3% de la población estaban por debajo del umbral de pobreza.